# 壬生浪士
壬生浪士（日语：みぶろうし）或精忠浪士（日语：せいちゅうろうし）是德川幕府末期新選組的前身。

## 历史
1863年清河八郎率领浪士组前往壬生（现京都市中京区）新徳寺集结，并发表演说，喊出尊皇攘夷口号。德川幕府以“关白命令”为由，要求其立即返回回江户，剩下24人不愿听命，于是组成新团体。

## 初期成员
共24名
芹沢一派
- 芹澤鴨（局长）：文久3年（1863年）9月16日或18日，被土方歲三斩杀。
- 新见锦（局长）：文久3年（1863年）9月13日，切腹（一说9月15日长洲切腹）。
- 田中伊织：文久3年（1863年）9月13日，被暗杀（一说和新见锦是同一人）。
- 平山五郎：与芹澤鴨一同被杀。
- 平间重助：芹澤鴨暗杀后下落不明。
- 野口健司：文久3年（1863年）12月27日，切腹。
- 佐伯又三郎：文久3年（1863年）8月10日，被芹澤鴨所杀（各种说法）。

试卫馆一派（近藤一派）
- 近藤勇（局长）：庆应4年（1868年）4月25日，被官军斩首。
- 土方歲三（副长）：明治2年（1869年）5月11日，箱館戰爭战死。
- 沖田總司：庆应4年（1868年）5月30日，肺结核去世。
- 山南敬助：元治2年（1865年）2月23日，逃走后切腹。
- 永倉新八：大正4年（1915年）1月5日，自然死亡。
- 原田左之助：庆应4年（1868年）5月17日，上野戰爭战死。
- 井上源三郎：庆应4年（1868年）1月4日，鸟羽伏见之战战死。
- 藤堂平助：庆应3年（1867年）11月18日，油小路通战死。
- 齋藤一：大正4年（1915年）9月28日，胃溃疡去世。
- 阿比类锐三郎：原為殿内・家里・根岸一派，成立壬生浪士組後多與近藤一起行動，但於文久3年（1863年）4月6日（一說3月25日）病死或战死，為壬生浪士組最早過世的成員。

殿内・家里・根岸一派
- 殿内义雄：文久3年（1863年）3月25日在四条大橋被近藤勇杀害。
- 家里次郎：文久3年（1863年）4月24日切腹。
- 根岸友山：文久3年（1863年）4月下旬探访东方，明治23年（1890年）12月3日死去。
- 远藤丈庵：与根岸友山探访东方。
- 清水吾一：与根岸友山探访东方。明治5年（1872年）5月27日死去。
- 铃木长藏：与根岸友山探访东方。
- 神代仁之助：文久3年（1863年）4月下旬逃脱。
- 粕谷新五郎：文久3年（1863年）离队。参军天狗黨之亂后、元治元年（1864年）6月6日自杀。

## 其他队员
改名为新選組之前招募队员。
文久3年（1863年）5月
- 佐佐木爱次郎……文久3年（1863年）8月2日被杀。
- 川岛胜司……庆应2年（1866年）切腹
- 三浦坚太郎……文久3年（1863年）7月离队。
- 佐佐木藏之助……庆应元年（1865年）7月离队。
- 安藤早太郎……元治元年（1864年）7月22日、池田屋事件后负伤病死。
- 松原忠司……庆应元年（1865年）9月1日病死。
- 龟井造酒之助……文久3年（1863年）7月离队。
- 蚁通七五三之进……元治元年（1864年）6月逃脱？
- 马诘柳太郎……元治元年（1864年）6月5日逃脱。
- 马诘信十郎……元治元年（1864年）6月5日逃脱。
- 滨口鬼一……元治元年（1864年）6月逃脱？
- 林信太郎……明治元年（1868年）10月27日、戊辰战争战死。
- 田所弘人……元治元年（1864年）6月逃脱？
- 島田魁……明治33年（1900年）3月20日、死去。
- 家木将监……文久3年（1863年）7月离队。
- 中村金吾……庆应3年（1867年）6月离队。
- 山田春隆……文久3年（1863年）7月离队。
- 大松系斋……文久3年（1863年）7月离队。
- 细川内匠……文久3年（1863年）7月离队。
- 杉山腰司……文久3年（1863年）7月离队。

文久3年（1863年）5月25日
- 尾形俊太郎……庆应4年（1868年）会津战争后行动不明，在故乡熊本县大正2年（1913年）死去。
- 山崎烝……庆应4年（1868年）1月13日，鸟羽伏见之战受伤、在向江户行驶船上死去。
- 谷三十郎……庆应2年（1866年）4月1日，病死。
- 尾崎弥兵卫……庆应元年（1865年）11月17日，病死。
- 河合耆三郎……庆应2年（1866年）2月12日切腹。
- 酒井兵庫……元治元年（1864年）池田屋事件后，庆应元年（1865年）7月逃脱后被杀。

1863年8月18日まで
- 松永主计……文久3年（1863年）9月26日，逃脱。
- 奥泽荣助……元治元年（1864年）6月5日，池田屋事件战死。
- 楠小十郎……元治元年（1864年）9月26日，被杀。
- 土方対马……元治元年（1864年）6月，逃脱？
- 阿部十郎……庆应3年（1867年）以御陵衛士逃脱，明治40年（1907年）1月6日去世。
- 森六郎……元治元年（1864年）6月，逃脱？
- 山野八十八……箱馆战争之前离队，明治43年（1910年）去世。
- 蚁通勘吾……明治2年（1869年）5月11日，箱馆战争战死。
- 宿院良藏……庆应4年（1868年）1月6日，鸟羽伏见之战战死。
- 尾关雅次郎……明治25年（1892年）2月28日，死去。
- 马越三郎……池田屋事件以前，武田觀柳齋逃脱。
- 松崎静马……八月十八日政变以后下落不明。
- 篠冢峰藏……池田屋事件参加。江戸招募队员时缺席。
- 藤本彦之助……元治元年（1864年）6月逃走？
- 御仓伊势武……文久3年（1863年）9月26日，被齋藤一杀害。
- 伊藤与八郎……元治元年（1864年）6月逃走？
- 柳田三二郎……庆应元年（1865年）7月逃走？
- 上田金吾……元治元年（1864年）6月逃走？
- 和田隼人……元治元年（1864年）6月逃走？
- 越後三郎……文久3年（1863年）逃走。
- 中村久马……元治元年（1864年）6月逃走？
- 菅野六郎……元治元年（1864年）6月逃走？
- 荒木田左马之助……文久3年（1863年）9月26日、被永倉新八杀害。